# Zhejiang Professional FC
Zhejiang Greentown FC is een Chinese voetbalclub uit Hangzhou. De club is opgericht op 14 januari 1998. De thuiswedstrijden worden gespeeld in het Hangzhou Huanglong Stadium gespeeld, dat plaats biedt aan 51.000 toeschouwers. De clubkleuren zijn wit-groen.
In 2000 promoveerde de club van de Yi League naar de Jia League. Na een tweede plaats in 2006 kwam de club in de Super League. De club veranderde al vaak van naam. 

## Erelijst
- Jia League

Winnaar (1): 2006

## Naamswijzigingen
- 1998-2002: Zhejiang Green City Soccer Club Limited Company
- 2002-2003: Zhejiang Greentown
- 2003-2004: Zhejiang Sanhua Greentown
- 2004-2006: Zhejiang Greentown
- 2006-2007: Zhejiang Bebei Greentown
- 2007-2010: Hangzhou Greentown
- 2010: Hangzhou Nabel Greentown FC
- 2011: Hangzhou Greentown
- 2012: Hangzhou 9Top Greentown
- 2013: Hangzhou Daikin Greentown
- 2014: Hangzhou Greentown
- 2018: Zhejiang Greentown
- 2021: Zhejiang Professional

## Bekende (oud-)spelers
- Níver Arboleda
- Tim Cahill
- Nyasha Mushekwi
- Adolfo Valencia
- Yuning Zhang

Beijing BG · 
Dalian Transcendence · 
Hangzhou Greentown · 
Heilongjiang Lava Spring · 
Liaoning Hongyun · 
Meizhou Hakka · 
Meixian Techand · 
Nei Mongol Zhongyou · 
Qingdao Huanghai · 
Shanghai Shenxin · 
Shenzhen · 
Shijiazhuang Ever Bright · 
Wuhan Zall · 
Xinjiang Tianshan Leopard · 
Yanbian Fude · 
Zhejiang Yiteng